# Dvoetažni most, Maribor
Dvoetažni most (znan tudi kot Meljski most) je eden izmed mostov, ki prečkajo reko Dravo v Mariboru. Ob odprtju leta 1985 je nadomestil stari Meljski most, zato domačini pravijo Meljski most tudi njemu, vendar uradno nima imena.
Spodnja etaža mostu povezuje mestno četrt Pobrežje in mestno četrt Center, zgornjo etažo pa so zasnovali za tranzitni promet. S tem, ko so tranzitni promet speljali čez zgornjo etažo Meljskega mosta, so prometno razbremenili Partizansko cesto oziroma mariborsko mestno središče.  
Na lokaciji današnjega dvoetažnega mostu je Mestna občina Maribor načrtovala gradnjo novega mostu čez Dravo že v Dravski banovini, v tridesetih letih 20. stoletja. Z novim mostom so nameravali razbremeniti takrat že nekaj časa preobremenjeni Državni most. Pripravljen je bil že načrt in zagotovljena finančna sredstva, toda začetek gradnje je preprečil izbruh aprilske vojne. Nemci so na tej lokaciji med drugo svetovno vojno čez Dravo razpeli zasilni most, ki ga je leta 1949 nadomestil stari Meljski most, v osemdesetih letih pa je bil na tem mestu zgrajen današnji.
Pred drugo svetovno vojno je blizu mesta, kjer zdaj stoji dvoetažni most, čez Dravo vozil Pobreški brod. 

## Galerija
- Dvoetažni most leta 2014
- Zgornja etaža, 2014.